# Falciot cuaespinós egregi
El falciot cuaespinós egregi (Chaetura egregia) és una espècie d'ocell de la família dels apòdids (Apodidae) que habita boscos i camp obert de les terres baixes per l'est dels Andes a l'est del Perú, extrem oest del Brasil i nord de Bolívia.